# Methionin
Methionin (forkortet Met eller M) er en  α-aminosyre med den kemiske formel HO2CCH(NH2)CH2CH2SCH3. Aminosyren er ikke polær, da den har en lige kæde med en S-methyl thioether (dvs. C–S–C-binding) på γ-carbonet. Den er blandt de essentielle aminosyrer i alle dyr.
Den genetiske kode er AUG og start codon i RNA.

## Metaboliske sygdomme
Methioninnedbrydningen er forstyrret ved følgende metaboliske sygdomme:
- Homocystinuri
- Kombineret malon- og methylmalonsyreuri (CMAMMA)
- Methylmalonsyreuri
- Propionsyreuri